# Is It True?
„Is It True?” este un cântec interpretat de cântăreața islandeză de origine daneză Yohanna, care a reprezentat Islanda la Concursul Muzical Eurovision, ediția Moscova - 2009. Nefiind calificată direct în finală, datorită locului ocupat în anul precedent de reprezentanții Islandei în competiție, melodia a intrat în prima semifinală de la Eurovision la data de 12 mai 2009 și a reușit să se califice în finala concursului. În clasamentul general al competiției, cântecul s-a clasat pe locul secund, obținând 218 puncte.

## Producerea piesei și succesul național
La finalul anului 2008, Yohanna s-a întâlnit în mod repetat cu compozitorul și producătorul de origine islandeză Óskar Páll Sveinsson, care i-a oferit șansa de a interpreta piesa „Is It True?”. Cântăreața a acceptat oferta, iar în prima parte a anului 2009, cântecul a fost înscris oficial în concursul de preselecție pentru Eurovision (Söngvakeppni Sjónvarpsins), organizat de Televiziunea Islandeză. La data de 14 februarie, a câștigat competiția și a devenit reprezentanta Islandei la Concursul Muzical Eurovision din 2009, primind din partea publicului 19.076 voturi.

## Campania de promvare a cântecului
Turneul de promovare a fost compus dintr-o serie de mini-concerte în orașe europene mari, precum Londra sau Amsterdam, unde Yohanna s-a întâlnit cu câțiva dintre ceilalți participanți la Eurovision, printre ei aflându-se Elena Gheorghe, Nelly Ciobanu, Lidia Kopania, Susanne Georgi sau Kejsi Tola. Cântecul „Is It True?” a fost extras pe disc single, a beneficiat de un videoclip și de promovare masivă în Islanda, unde a devenit cea mai difuzată piesă la posturile de radio. Piesa a fost reorchestrată, fiind introduse pasaje noi interpretate în registrul acut, pentru a evidenția profilul vocal de soprană al Yohannei.

## Participarea la Eurovision 2009

### Semifinala
La participarea din anul 2008, Islanda obținuse locul 14 la Eurovision, cu melodia „This Is My Life” în interpretarea formației Eurobandið, ratând astfel calificarea directă în finală la ediția 2009. Din acest motiv, piesa Is It True?, interpretată de Yohanna, a fost obligată să intre în prima semifinală de la Moscova, desfășurată pe data de 12 mai.. În această semifinală, interpreta a reușit să câștige primul loc, cu 174 de puncte acumulate., obținând astfel calificarea în faza finală a competiției.

### Finala
Marea finală ce a avut loc pe 16 mai în Olympisky Arena, a fost câștigată de Alexander Rybak cu „Fairytale”. Yohanna a obținut locul secund, cu un total de 218 puncte, aceasta fiind cea mai bună clasare a Islandei în cadrul concursului Eurovision de după 1999, când Selma Björnsdóttir s-a poziționat pe același loc doi cu piesa „All Out of Luck”. Interpretarea Yohannei din marea finală a fost aclamată de presa europeană, Friðrik Ómar, Erna Hrönn Ólafsdóttir și Hera Björk fiind remarcați pentru modul în care au susținut-o scenic pe interpretă. Piesa „Is It True?” a fost reînregistrată în limba rusă, franceză, germană și spaniolă,, ocupând poziții bune în clasamentele de specialitate din Europa .

## Poziții în clasamente
| Clasamentul(2009)             | Poziția maximă | Notă   |
| ----------------------------- | -------------- | ------ |
| Flandra Singles Chart         | 23             | [ 23 ] |
| Danish Singles Chart          | 16             | [ 24 ] |
| European Hot 100 Singles      | 40             | [ 25 ] |
| Finnish Singles Chart         | 4              | [ 26 ] |
| Greek Billboard Singles Chart | 4              | [ 27 ] |
| Icelandic Singles Chart       | 1              | [ 28 ] |
| Irish Singles Chart           | 28             | [ 29 ] |
| Norwegian Singles Chart       | 3              | [ 30 ] |
| Russian Airplay Chart         | 188            | [ 31 ] |
| Swedish Singles Chart         | 2              | [ 32 ] |
| Swiss Singles Chart           | 9              | [ 33 ] |
| UK Singles Chart              | 49             | [ 34 ] |